# Ukázkový sport
Ukázkový sport nebo také demonstrační sport je označení pro doplňkovou sportovní soutěž, která se koná v rámci olympijských her nebo jiné multisportovní akce. Vítězové dostávají medaile, ale menší než jsou ty, které se udělují v oficiálních disciplínách. Výsledky ukázkových sportů se neuvádějí v přehledech a nezapočítávají se do celkového pořadí národů.
O zařazení ukázkového sportu rozhoduje pořadatelská země, zpravidla jde o typické místní sportovní odvětví. Některé z ukázkových disciplín se nakonec dočkaly zařazení mezi plnohodnotné olympijské sporty (viz seznam).

## Historie
Různé závody mimo hlavní olympijský program se konaly už v roce 1900, ale prvním oficiálním ukázkovým sportem byl starobylý severský zápas glíma na Letních olympijských hrách 1912 ve Stockholmu. Po Letních olympijských hrách 1992 doporučil Mezinárodní olympijský výbor pořadatelům, aby vzhledem k rozrůstání programu her už nadále ukázkové sporty nezařazovali; výjimkou byl turnaj ve wu-šu na olympiádě v Pekingu 2008.
V letech 1984 až 2004 byla také do olympijského programu zařazena jedna mužská a jedna ženská soutěž handicapovaných sportovců jako upozornění na blížící se paralympijské hry. V době konání Letních olympijských her 2016 se uskutečnily také soutěže v progamingu, MOV je však neuznal jako součást olympiády. 

## Letní olympijské hry
| Rok  | Ukázkové sporty | Zařazení na oficiální program |
| ---- | --- | ----------------------------- |
| 1900 | muškaření let balonem koulové sporty dělostřelba požární sport pouštění draků jeu de paume záchranářský sport longue paume motoristický sport závody holubů závody motorových člunů |                               |
| 1904 | basketbal americký fotbal gaelský fotbal hurling motocyklový sport | • 1936                        |
| 1908 | bicyklové pólo |                               |
| 1912 | baseball glíma | • 1992                        |
| 1920 | korfbal |                               |
| 1924 | pelota canne de combat kanoistika savate volejbal | • 1936 • 1964                 |
| 1928 | keatsen korfbal lakros |                               |
| 1932 | americký fotbal lakros |                               |
| 1936 | baseball plachtění |                               |
| 1948 | lakros švédská gymnastika |                               |
| 1952 | pesäpallo házená | • 1972                        |
| 1956 | australský fotbal baseball |                               |
| 1964 | baseball budó |                               |
| 1968 | pelota tenis | • 1988                        |
| 1972 | badminton vodní lyžování | • 1992                        |
| 1984 | baseball tenis |                               |
| 1988 | badminton baseball bowling ženské judo taekwondo | • 1992 • 2000                 |
| 1992 | pelota hokej na kolečkových bruslích taekwondo |                               |

## Zimní olympijské hry
| Rok  | Ukázkové sporty                                     | Zařazení na oficiální program |
| ---- | --------------------------------------------------- | ----------------------------- |
| 1928 | vojenské hlídky skijöring                           |                               |
| 1932 | curling závody psích spřežení ženské rychlobruslení | • 1998 • 1960                 |
| 1936 | vojenské hlídky metaná                              |                               |
| 1948 | vojenské hlídky zimní pětiboj                       |                               |
| 1952 | bandy                                               |                               |
| 1964 | metaná                                              |                               |
| 1968 | tance na ledě                                       | • 1976                        |
| 1984 | lyžování handicapovaných                            |                               |
| 1988 | curling akrobatické lyžování short track            | • 1998 • 1992                 |
| 1992 | curling akrobatické lyžování rychlostní lyžování    |                               |